# La Guerre des épingles
Pour les articles homonymes, voir Épingle.
Le conflit surnommé La Guerre des épingles ou Bataille des épingles à chapeaux, s'est déroulé en 1916 à Ottawa, en Ontario, au Canada pour protester contre les effets du règlement provincial 17. Adopté pour la première fois en 1912 et appliqué plus strictement à partir de 1915-1916, ce règlement restreignait l'enseignement en français dans la province de l'Ontario. Plus de 70 femmes ont utilisé des objets ménagers courants, tels que des épingles à chapeau et des poêles à frire, pour repousser 30 policiers qui voulaient arrêter deux sœurs, Béatrice et Diane Desloges, pour avoir enseigné en français dans une école d'Ottawa. Cette bataille s'inscrit dans le cadre d'un mouvement de résistance culturelle qui a conduit au rétablissement officiel de l'enseignement bilingue en 1927. Plus de 100 ans plus tard, le gouvernement de l'Ontario a présenté ses excuses pour le règlement 17.

## Contexte
La raison d'être du règlement 17 était d'assurer un enseignement de qualité en anglais, mais il a été perçu comme une réaction xénophobe à l'arrivée d'un nombre important de francophones du Québec voisin,. Le règlement a provoqué la colère des Franco-Ontariens qui souhaitaient que leurs enfants continuent à apprendre dans leur propre langue. Les enseignants des « écoles de la résistance » ont défié le gouvernement et ont continué à enseigner en français.
La bataille se développe à l'école Guigues d'Ottawa, où les protestations sont menées par les sœurs Béatrice et Diane Desloges. En octobre 1915, la commission scolaire les remplace par des enseignants anglophones, et les Desloges commencent à enseigner secrètement ailleurs dans la communauté. L'inadaptation de ces espaces à l'enseignement en hiver incite les parents à inviter les Desloges à revenir à l'école pour y enseigner en janvier 1916. Le gouvernement provincial a alors ordonné la fermeture de l'école.

## La Guerre des épingles
Lorsque les fonctionnaires de l'éducation, accompagnés de la police, sont arrivés à l'école pour appliquer l'ordre de fermeture, ils ont rencontré 70 femmes locales, mères d'enfants scolarisés, armées d'épingles à chapeau et d'autres objets ménagers, qui les ont empêchés d'entrer dans l'établissement. Les sœurs Desloges, surnommées les « Gardiennes de Guigues », ont donné des cours en français à l'intérieur de l'école, au mépris d'un arrêté leur interdisant de pénétrer dans l'enceinte de l'établissement,,,,. Le journal franco-ontarien Le Droit annonce que « les demoiselles Desloges ont repris possession de leurs classes ».
Trois jours plus tard, 30 policiers armés de matraques ont forcé la porte et ont été accueillis par des femmes qui « se sont défendues avec des rouleaux à pâtisserie, des poêles en fonte et des épingles à chapeau et ont repoussé les policiers ». L'Ottawa Journal a rapporté qu'un « officier avait eu l'œil au beurre noir et un autre le pouce mordu » et qu'un avocat représentant le gouvernement avait été « bombardé de glace ». Les sœurs, quant à elles, « furent discrètement introduites dans leurs salles de classe par une fenêtre latérale ». Des parents munis d'armes de fortune ont continué à surveiller l'école pendant plusieurs semaines et des marches de protestation ont été organisées pour s'opposer à cette politique,.

## Héritage
Cette manifestation aurait « inspiré des personnes de tout l'Ontario à se battre pour l'éducation en langue française ». L'archiviste canadien Michel Prévost a suggéré que cette manifestation représentait « un mouvement dominé par les femmes », ce qui était rare compte tenu de leur marginalisation à l'époque, et qu'elle s'inscrivait « dans une lutte constante pour la reconnaissance des francophones d'Ottawa ». À la suite de la guerre des épingles, le gouvernement renonce à empêcher l'enseignement du français à Guigues. L'enseignement bilingue en Ontario a été officiellement rétabli en 1927. Pour Frédéric Pennel, c'est « un tournant capital puisque le Canada renonce alors définitivement à assimiler les francophones du pays ». Le 22 février 2016, le gouvernement de l’Ontario a présenté des excuses officielles pour ses actions contre l’éducation en langue française. La première ministre de l'Ontario, Kathleen Wynne a présenté des excuses officielles par rapport au règlement 17, déclarant que la politique « a fait preuve d’un manque de respect à l’égard de l’identité et l’égalité franco-ontariennes ». France Gélinas a présenté un projet de loi d'initiative parlementaire à l'Assemblée législative provinciale pour proclamer officiellement le 29 janvier « Journée de la Guerre des épingles »,.